# 坂口綱男
坂口 綱男（さかぐち つなお、1953年（昭和28年）8月6日 - ）は、日本のカメラマン。日本写真家協会会員。
群馬県桐生市において、無頼派作家 坂口安吾と三千代の長男として生まれる。
フリーのカメラマンとして、コマーシャルフォト、ポートレート、雑誌の写真などの分野で活動。写真分野で執筆、講演など行うとともに、母・三千代の没後は、父・安吾に関する講演、執筆もしている。

## 家族・親族

### 坂口家
（新潟県新潟市西大畑通＝現・同市中央区西大畑町）
- 祖父・仁一郎（政治家、漢詩人）

安政6年1月（1859年2月）生 - 1923年（大正12年）11月没
- 祖母・アサ（新潟、吉田久平の妹[4]、吉田久平の二女[6]）

明治2年1月（1869年3月）生 - 1942年（昭和17年）2月没
- 伯父・献吉[4]（実業家）

1895年（明治28年）8月生 - 1966年（昭和41年）8月没
- 父・炳五[4]（小説家）

1906年（明治39年）10月生 - 1955年（昭和30年）2月没
- 母・三千代（随筆家）

1923年（大正12年）2月生 – 1994年（平成6年）11月没

## 著書
- 『現代俳人の肖像』（春陽堂書店、1993年） ISBN 978-4394901273
- 『Le temps arrêté  静止した時間』（春陽堂書店、1995年）
- 『安吾と三千代と四十の豚児と』（集英社、1999年） ISBN 978-4087743845
  - 初出誌は『すばる』1998年7月号、8月号
- 『安吾のいる風景』（春陽堂書店、2006年） ISBN 978-4394902416
  - 新潟日報に連載したもの。